# Tellurki
Tellurki – klasa związków chemicznych zawierających tellur. W chemii organicznej określenie to stosuje się dla związków telluroorganicznych o ogólnym wzorze R−Te−R′ (R, R′ ≠ H), a więc tellurowych analogów eterów. W chemii nieorganicznej natomiast tellurkami nazywa się sole kwasu tellurowodorowego (H
2Te
aq) i metali, choć nie wszystkie tellurki wykazują budowę jonową.
Tellurki metali alkalicznych można otrzymać poprzez bezpośrednią syntezę z pierwiastków w atmosferze beztlenowej bądź w roztworze amoniakalnym. Związki te cechują się często rozbudowaną strukturą anionów politellurkowych (np. Te2−
2, Te2−
3, Te2−
8 itp.), które tworzą zarówno układy łańcuchowe, jak i cykliczne bądź bicykliczne. Wiele z nich jest nieodpornych na ogrzewanie i utleniają się na powietrzu. Podobnie otrzymuje się tellurki metali przejściowych – z pierwiastków poprzez ogrzewanie w temperaturze 400–1000 °C bez dostępu tlenu. Mają one postać niestechiometrycznych stopów lub związków międzymetalicznych. Wiele tellurków rozkłada się w różnym stopniu pod wpływem wody lub rozcieńczonych kwasów.
Niektóre tellurki mają pożądane właściwości, np. tellurek bizmutu(III) wykorzystywany jest jako półprzewodnik w termoparach. Tellurki występują naturalnie w postaci minerałów, m.in. hesytu (Ag
2Te), sylwanitu (AgAuTe) czy ałtaitu (PbTe), z których można otrzymać czysty tellur, jednak z uwagi na niewielką częstość występowania tego rodzaju minerałów, nie jest to podstawowa metoda otrzymywania tego pierwiastka. Tellurki – zarówno nieorganiczne, jak i organiczne – wykorzystywane są również w syntezie chemicznej, m.in. jako reduktory.